# ماریو ویسکانتی
 ماریو ویسکانتی (انگلیسی: Mario Visconti؛ زاده ۲۳ اکتبر ۱۹۶۸) یک تنیس‌باز اهل ایتالیا است. 